# Comuna Iaroslavîci, Mlîniv
Iaroslavîci (în ucraineană Ярославичі) este o comună în raionul Mlîniv, regiunea Rivne, Ucraina, formată din satele Boremeț, Cekno, Ialovîci, Iaroslavîci (reședința), Pidlisți și Velîka Horodnîțea.

## Demografie
Componența lingvistică a comunei Iaroslavîci
     Ucraineană (99,2%)
     Alte limbi (0,75%)
Conform recensământului din 2001, majoritatea populației comunei Iaroslavîci era vorbitoare de ucraineană (99,2%), existând în minoritate și vorbitori de alte limbi.